# Kakangari-Chondrit
Die Kakangari-Chondrite (kurz K-Chondrite) sind eine extrem seltene Meteoritengruppe, die nach dem Fall von Kakangari (Indien) benannt ist. 
Ihr Oxidationsgrad liegt zwischen dem der H-Chondrite und dem der Enstatit-Chondrite. Sie unterscheiden sich hinsichtlich der Sauerstoff-Isotopensignatur und den petrologischen Merkmalen von den anderen Chondritklassen. Bisher sind nur vier K-Chondrite bekannt (Stand Januar 2019):
- Kakangari	         (K3)	Fall: 1890,      Tamil Nadu, Indien;	Gesamtmasse: 347 Gramm
- Lea County 002	 (K3) 	Fund: 1988,	 New Mexico, USA;	        Gesamtmasse: 11 Gramm
- Lewis Cliff 87232	 (K3)	Fund: 1987,	 Antarktis;	        Gesamtmasse: 23 Gramm
- Northwest Africa 10085 (K4)	Fund: 2013,	 Nordwestafrika;	        Gesamtmasse: 52 Gramm

Damit zählen die Kakangari-Chondrite zur seltensten Meteoritenklasse. Bis auf Northwest Africa 10085, der petrologisch als Typ 4 eingestuft wurde, sind alle unequilibriert (petrologisch: Typ3) und weisen unter anderem folgende Merkmale auf:
- Hoher Matrix-Anteil (33–77 Vol.-%)
- Ähnliche Metallhäufigkeit wie H-Chondrite (6–10 Vol.-%) (vgl. Gewöhnliche Chondrite)
- Relativ niedrige Eisengehalte in Olivin und Pyroxenen (niedriger als bei H-Chondriten, aber höher als bei Enstatit-Chondriten).